# Бронковиці
Бронковиці (пол. Bronkowice) — село в Польщі, у гміні Павлув Стараховицького повіту Свентокшиського воєводства.
Населення — 364 особи (2011).
У 1975-1998 роках село належало до Келецького воєводства.

## Демографія
Демографічна структура на день 31 березня 2011 року:
|          | Загалом | Допрацездатний вік | Працездатний вік | Постпрацездатний вік |
| -------- | ------- | ------------------ | ---------------- | -------------------- |
| Чоловіки | 193     | 38                 | 140              | 15                   |
| Жінки    | 171     | 37                 | 96               | 38                   |
| Разом    | 364     | 75                 | 236              | 53                   |